# Sympetrum croceolum
Sympetrum croceolum – gatunek ważki z rodziny ważkowatych (Libellulidae).